# 9 (álbum de Lil' Kim)
9 é o quinto álbum de estúdio da rapper estado-unidense Lil' Kim, lançado 11 de outubro de 2019 pela Queen Bee Entertainment e eOne. É seu primeiro álbum de estúdio lançado em 14 anos. O single principal, "Go Awff", foi lançado em 15 de fevereiro de 2019. 9 foi anunciado como um projeto de álbum em duas partes, com o segundo álbum sendo lançado posteriormente.

## Hístoria
Em 24 de março de 2019, Lil' Kim anunciou que o álbum seria lançado em maio de 2019. Kim descreve o significado por trás de seu quinto álbum em uma entrevista à BET no tapete vermelho do BET Awards de 2019: "Este é um número de despertar espiritual para mim. Além disso, quando comecei no Junior M.A.F.I.A., eram 9 membros, meus filha nasceu em 9 de junho, Biggie morreu em 9 de março de 1997. É um número poderoso para mim. Um dia, você sabe, sou muito espiritual e um dia Deus estava falando comigo e eu falei: "7 é o MEU número favorito", E Deus respondeu: "Mas 9 é o seu número abençoado" e eu disse: "obrigado Jesus, eu te amo. Eu vou com o 9."
Durante uma entrevista para a revista Billboard, Kim descreveu o álbum como "meio feliz" e disse que é o que ela realmente queria incorporar nas músicas dizendo: "As coisas mudaram e eu quero dar aos meus fãs o que eu fiz e um pouco mais de algo novo ". Ela também disse: "Meus fãs me viram em tempos loucos, nas ruas me vendo como uma gangster, tipo "eu vou atirar no seu traseiro se você me enganar ou roubar". Eles já viram isso, eu já fiz. E eu já vivi isso! Então tipo, deixe-me ver e mostrar outro lado de Kim. Por que não? Vamos ver uma parte mais divertida e sensual."
A capa do álbum, fotografada por Ace Amir, foi mostrada por Kim como uma surpresa no aniversário do falecido amigo e affair The Notorious B.I.G. em 21 de maio de 2019.

## Promoção
A música Nasty One, lançada em 2018, serviria inicialmente como o primeiro single do álbum, mesmo não estando incluída na lista de músicas final do álbum. Go Awff, lançada no início de 2019, serviu como o primeiro single oficial do disco, com um video lançado em março. Em abril de 2019, a rapper lançou um single promocional intitulado No Auto Blanco exclusivamente para ser ouvido no Soundcloud. Em seguida, foi lançado o segundo oficial do single Found You, em parceria com O.T. Genesis e City Girls, em Setembro de 2019. Em 3 de Outubro, a rapper lançou o terceiro e último single do disco, Pray for Me, em colaboração com Rick Ross e Musiq Soulchild. 
Lil Kim confirmou em entrevistas no Youtube que na segunda parte do álbum será lançada posteriormente e que nela haverá uma música com Missy Elliott e Paris Hilton, assim como colaborações com Remy Ma & Fabolous, com quem ela já colaborou anteriormente.

## Desempenho
O disco causou surpresa por vender menos de 1000 cópias nos Estados Unidos em sua primeira semana, o que é um número muito baixo em comparação a indústria atual, e foi o disco de Lil Kim que menos vendeu em sua estréia nos Estados Unidos. Apesar de não ter aparecido em nenhuma tabela geral de álbuns dos Estados Unidos como a Billboard Hot 200 ou qualquer outro tipo de chart que utilize streamings nas contagens, o disco conseguiu atingir algumas posições dentro de tabelas específicas.
| Charts (2019)                        | Maior Posição |
| ------------------------------------ | ------------- |
| US Billboard Rap Album Sales         | 5             |
| US Billboard Top Album Sales         | 47            |
| US Billboard Top Current Albums      | 41            |
| US Billboard R&B/Hip-Hop Album Sales | 7             |
| US Billboard Independent Albums      | 16            |
| US Billboard Digital Albums          | 13            |
| UK Album Downloads (OCC)             | 70            |
| UK R&B Albums (OCC)                  | 22            |

## Faixas
| Edição padrão  |                                                 |         |  |
| N.º            | Título                                          | Duração |  |
| 1.             | "Pray for Me" (com Rick Ross e Musiq Soulchild) | 4:51    |  |
| 2.             | "Bag"                                           | 3:47    |  |
| 3.             | "Catch My Wave" (com Rich the Kid)              | 3:49    |  |
| 4.             | "Go Awff"                                       | 3:12    |  |
| 5.             | "Too Bad"                                       | 3:39    |  |
| 6.             | "You Are Not Alone"                             | 2:45    |  |
| 7.             | "Found You" (com O.T. Genasis e City Girls)     | 3:32    |  |
| 8.             | "Auto Blanco"                                   | 2:10    |  |
| 9.             | "Jet Fuel"                                      | 3:14    |  |
| Duração total: | Duração total:                                  | 30:59   |  |